# 近藤耕人
近藤 耕人（こんどう こうじん、1933年1月16日 - ）は、日本の英文学者、写真評論家、明治大学名誉教授。

## 略歴
東京生まれ。東京大学文学部英文科卒。
1962年戯曲「風」で文芸賞佳作入選。明治大学教授を経て名誉教授。多摩芸術学園、多摩美術大学などで英語、文学、映像論等を教える。
甥はクリエイティブプロデューサーの近藤ヒデノリ（1971 - ）。

## 著書
- 『映像と言語』（紀伊国屋新書） 1965
- 『映像言語と想像力 眼と言葉』（三一書房） 1971
- 『見える像と見えない像』（創樹社） 1982
- 『映像・肉体・ことば 不在のまなざしの時代』（彩流社） 1993
- 『眼と言葉 イメジ論』（創樹社） 1995
- 『アイルランド幻想紀行』（彩流社） 1999
- 『ドン・キホーテの写真 まなざしと記憶の戯れ』（未來社） 2002
- 『石の中から聞こえる声』（水声社） 2007
- 『ミメーシスを越えて ヨーロッパ文学における身体と言語』（水声社） 2008
- 『目の人　メディアと言葉のあいだを読む』（彩流社） 2012 ISBN 978-4-7791-1795-4
- 『山高帽と黒いオーバーの背』（水声社） 2014 ISBN 978-4-8010-0025-4

### 共編著
- 『サミュエル・ベケットのヴィジョンと運動』（未知谷） 2005
- 『写真との対話』（管啓次郎 共編著、国書刊行会） 2005
- 『ドストエフスキイとセザンヌ 詩学の共生』（山田幸平 共著、晃洋書房） 2014
- 『サミュエル・ベケットと批評の遠近法』（井上善幸 共編著、未知谷） 2016

## 翻訳
- 『沈黙の文学 ヘンリー・ミラーとサミュエル・ベケット』（イーハブ・ハッサン、井上謙治共訳、研究社出版） 1973
- 『写真論』（スーザン・ソンタグ、晶文社） 1979
- 『さまよえる人たち』（ジェイムズ・ジョイス、彩流社） 1991

## 論文
- <近藤耕人